# سازمان ملت‌ها و اقلیت‌های غیررسمی
سازمان ملت‌ها و مردمان غیررسمی (UNPO) (به انگلیسی: Unrepresented Nations & Peoples Organization)، سازمانی بین‌المللی است که برای تسهیل صدای ملت‌ها و مردم بدون نماینده و به حاشیه رانده شده در سراسر جهان، در ۱۱ فوریه ۱۹۹۱، در لاهه واقع در هلند، تشکیل شد.اعضای آن متشکل از مردم بومی، اقلیت‌ها و ملت‌های به رسمیت شناخته نشده یا سرزمین اشغال‌شده توسط یه ملت هستند.
این سازمان برای توسعه درک و احترام به حق تعیین سرنوشت کار می‌کند، مشاوره و پشتیبانی مربوط به مسائل به رسمیت شناختن بین‌المللی و استقلال سیاسی ارائه می‌دهد، گروه‌ها را در مورد چگونگی دفاع از آن آموزش می‌دهد و از نقض حقوق بشر علیه گروه‌های عضو این سازمان دفاع می‌کند. برخی از اعضای سابق، مانند ارمنستان، تیمور شرقی، استونی، لتونی، گرجستان و پالائو استقلال کامل به دست آورده و به سازمان ملل متحد پیوستند.

## اعضا
موارد زیر توسط UNPO به عنوان اعضای سازمان، فهرست شده‌اند.
اعضای اصلی با پس‌زمینه صورتی و به‌صورت پررنگ مشخص شده‌اند.
اعضایی که به‌عنوان کشورهای مستقل توسط حداقل یک عضو سازمان ملل یا کشور دیگری که عضوی از سازمان ملل آن را به رسمیت می‌شناسد، به رسمیت شناخته شده است، با ستاره (*) مشخص شده‌اند.
| عضو                             | تاریخ عضویت     | ارائه‌شده توسط                                                      | منبع          |
| ------------------------------- | --------------- | ------------------------------------------------------------------ | ------------- |
| آبخاز *                         | ۶ اوت ۱۹۹۱      | وزارت امور خارجه جمهوری آبخازیا                                    | [ ۸ ]         |
| آچه                             | ۱۱ فوریه ۱۹۹۱   | جبهه آزادیبخش ملی آچه-سوماترا                                      | [ ۹ ]         |
| آفریکانرها                      | ۱۵ مه ۲۰۰۸      | جبهه آزادی پلاس                                                    | [ ۱۰ ]        |
| عرب‌های خوزستان                  | ۱۴ نوامبر ۲۰۰۳  | حزب همبستگی دموکراتیک اهواز                                        | [ ۱۱ ]        |
| آشوری‌ها                         | ۶ اوت ۱۹۹۱      | اتحاد جهانی آشوری                                                  | [ ۱۲ ]        |
| بلوچستان پاکستان                | ۱ مارس ۲۰۰۸     | حزب ملی بلوچستان (منگل)                                            | [ ۱۳ ]        |
| باروتسلند                       | ۲۳ نوامبر ۲۰۱۳  | اتحاد ملی آزادی باروتسه                                            | [ ۱۴ ]        |
| ایکلان‌ها                        | ۶ ژوئن ۲۰۱۷     | انجمن مالی برای حفظ فرهنگ بلا                                      | [ ۱۵ ]        |
| بیافرا                          | ۳۱ ژوئیه ۲۰۲۰   | جنبش برای فعلیت بخشیدن به دولت مستقل بیافرا/جنبش استقلال بیافرا    | [ ۱ ] [ ۱۶ ]  |
| بروتاین                         | ۸ ژوئن ۲۰۱۵     | Kelc’h An Dael                                                     | [ ۱۷ ]        |
| کاتالونیا                       | ۱۴ دسامبر ۲۰۱۸  | مجلس ملی کاتالونیا                                                 | [ ۱۸ ]        |
| تپه‌های چیتاگونگ                 | ۶ اوت ۱۹۹۱      | Parbatya Chattagram Jana Samhati Samiti                            | [ ۱۹ ]        |
| تاتارهای کریمه                  | ۱۱ فوریه ۱۹۹۱   | Milli Mejlis                                                       | [ ۲۰ ]        |
| ناحیه کلمبیا (واشینگتن، دی. سی) | ۴ دسامبر ۲۰۱۵   | D.C. Statehood Congressional Delegation                            | [ ۲۱ ]        |
| ترکستان شرقی                    | ۱۱ فوریه ۱۹۹۱   | World Uyghur Congress                                              | [ ۲۲ ]        |
| ناحیه خودمختار گلگت—بلتستان     | ۲۰ سپتامبر ۲۰۰۸ | Gilgit Baltistan Democratic Alliance                               | [ ۲۳ ]        |
| گوآم                            | ۳۱ ژوئیه ۲۰۲۰   | Government of Guam                                                 | [ ۱ ] [ ۱۶ ]  |
| حراطین                          | ۱۸ سپتامبر ۲۰۱۱ | Initiative de Résurgence du Mouvement Abolitionniste en Mauritanie | [ ۲۴ ]        |
| همونگ                           | ۲ فوریه ۲۰۰۷    | Congress of World Hmong People                                     | [ ۲۵ ]        |
| کردستان ایران                   | ۲ فوریه ۲۰۰۷    | حزب دموکرات کردستان ایران و کومله                                  | [ ۲۶ ]        |
| سرزمین قبایلی                   | ۶ ژوئن ۲۰۱۷     | MAK-Anavad                                                         | [ ۲۷ ]        |
| خمیر کروم                       | ۱۵ ژوئیه ۲۰۰۱   | Khmers Kampuchea-Krom Federation                                   | [ ۲۸ ]        |
| لزگی‌ها                          | ۷ ژوئیه ۲۰۱۲    | Federal Lezgian National and Cultural Autonomy                     | [ ۲۹ ]        |
| مدهش                            | ۱۴ اکتبر ۲۰۱۷   | Alliance for Independent Madhesh                                   | [ ۳۰ ]        |
| ناگالند                         | ۲۳ ژانویه ۱۹۹۳  | National Socialist Council of Nagalim                              | [ ۳۱ ]        |
| اوگادن                          | ۶ فوریه ۲۰۱۰    | Ogaden National Liberation Front                                   | [ ۳۲ ]        |
| اوغونی                          | ۱۹ ژانویه ۱۹۹۳  | Movement for the Survival of the Ogoni People                      | [ ۳۳ ]        |
| مردم اورومو                     | ۱۹ دسامبر ۲۰۰۴  | Oromo Liberation Front                                             | [ ۳۴ ]        |
| باستر                           | ۲ فوریه ۲۰۰۷    | Captains Council                                                   | [ ۳۵ ]        |
| ساووآ                           | ۱۵ ژوئیه ۲۰۱۴   | Provisional Government of the State of Savoy                       | [ ۳۶ ]        |
| سندی‌ها                          | ۱۹ ژانویه ۲۰۰۲  | World Sindhi Congress                                              | [ ۳۷ ]        |
| سومالی‌لند *                     | ۱۹ دسامبر ۲۰۰۴  | Government of Somaliland                                           | [ ۳۸ ]        |
| مالوکو جنوبی                    | ۶ اوت ۱۹۹۱      | Republic of South Moluccas                                         | [ ۳۹ ]        |
| آذربایجان ایران                 | ۲ فوریه ۲۰۰۷    | فرقه دموکرات آذربایجان                                             | [ ۴۰ ]        |
| مغولستان داخلی                  | ۲ فوریه ۲۰۰۷    | Southern Mongolian Human Rights Information Center                 | [ ۴۱ ]        |
| سولو                            | ۵ ژانویه ۲۰۱۵   | Sulu Foundation of Nine Ethnic Tribes                              | [ ۴۲ ]        |
| تایوان*                         | ۱۱ فوریه ۱۹۹۱   | Taiwan Foundation for Democracy                                    | [ ۴۳ ]        |
| تبت                             | ۱۱ فوریه ۱۹۹۱   | Central Tibetan Administration                                     | [ ۴۴ ]        |
| بلوچستان ایران                  | ۲۶ ژوئن ۲۰۰۵    | حزب مردم بلوچستان                                                  | [ ۴۵ ]        |
| توگولند غربی                    | ۲۰۱۷            | Homeland Study Group Foundation                                    | [ ۴۶ ]        |
| پاپوآ غربی                      | ۱۱ فوریه ۱۹۹۱   | Free Papua Movement                                                | [ ۴۷ ] [ ۴۸ ] |
| یوروبا                          | ۳۱ ژوئیه ۲۰۲۰   | Yoruba World Congress                                              | [ ۱ ] [ ۱۶ ]  |
| منطقه زامبزی                    | ۳۱ ژوئیه ۲۰۲۰   | Movement for the Survival of the River Races of Zambesia           | [ ۱ ] [ ۱۶ ]  |